# Gilson Andrade da Silva

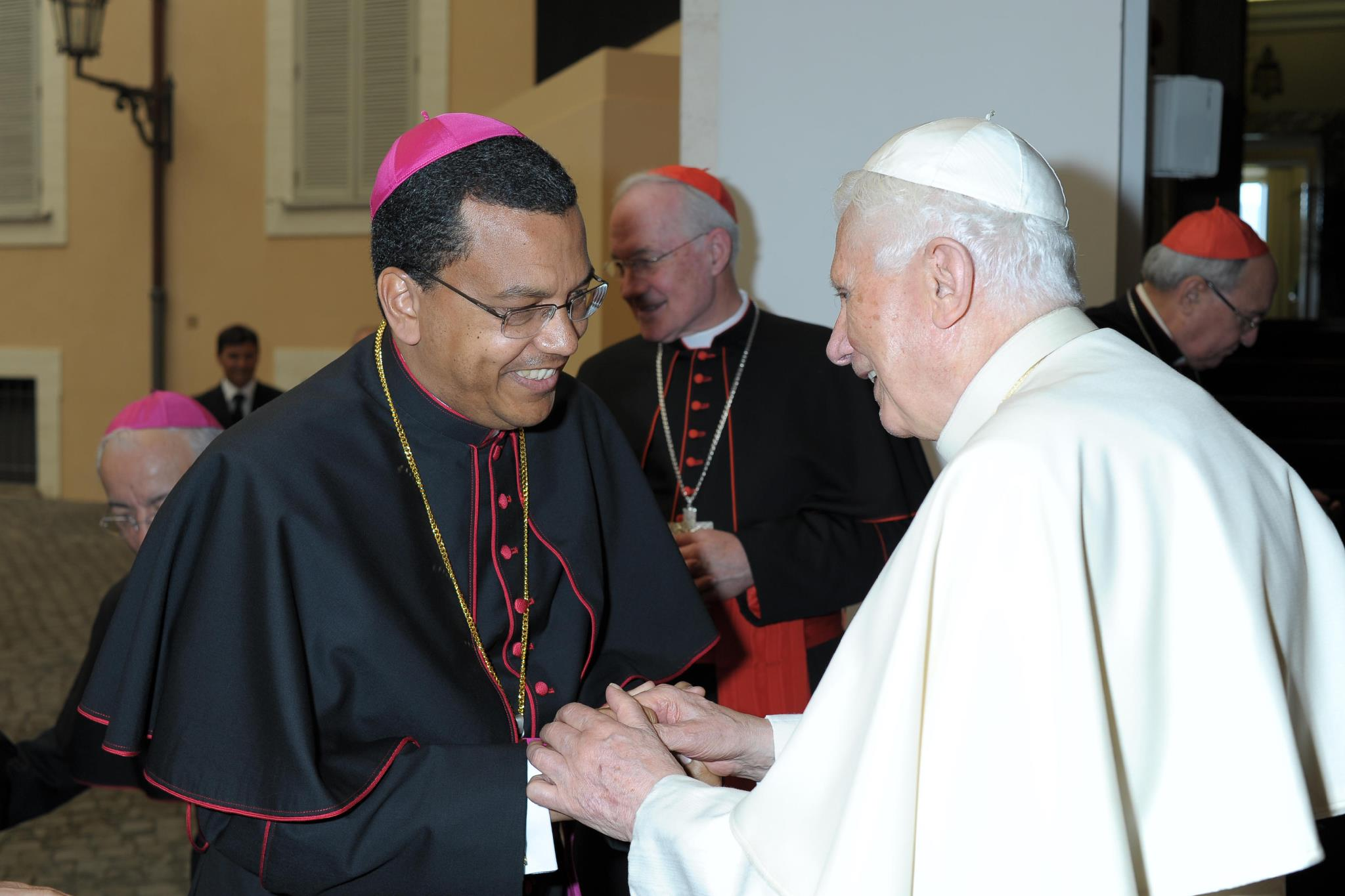

Dom Gilson Andrade da Silva (Rio de Janeiro, 11 de setembro de 1966) é um bispo católico brasileiro, Bispo de Nova Iguaçu

## Biografia
Aos cinco anos de idade sua família mudou-se para a cidade de Mendes, no Rio de Janeiro, onde conheceu a comunidade do Foyer de Charité e o seu responsável na época, o Pe. Marceau Constant, que foram decisivos na descoberta da sua vocação sacerdotal.
Em 1985 ingressou no Seminário Diocesano Nossa Senhora do Amor Divino, na Diocese de Petrópolis, onde estudou filosofia até 1988. Entre os anos de 1988 a 1991 realizou os estudos de bacharelado em Teologia na Universidade de Navarra (Espanha), morando no Colégio Eclesiástico Internacional Bidasoa.
Foi ordenado sacerdote a 4 de agosto de 1991, por Dom José Fernandes Veloso, na Catedral de Petrópolis. Em 1999 obteve o Mestrado em Sagrada Teologia pela Pontifícia Universidade da Santa Cruz, em Roma. No Seminário Diocesano de Petrópolis foi vice-reitor nos períodos de 1991 a 1997 e de 1999 a 2004. Exerceu a função de professor de Teologia Dogmática e Filosofia no Seminário Diocesano desde 1992. Foi Prefeito de Estudos do Seminário.
Foi Professor de Teologia Dogmática na Escola Diaconal Santo Estêvão. Entre os anos de 1991 a 1994 foi vigário paroquial da Paróquia de Sant’Ana e São Joaquim, em Petrópolis. Atuou também nas paróquias de S. José do Vale do Rio Preto, São José do Itamarati (Petrópolis) e Sagrado Coração de Jesus, na Barra do Imbuí (Teresópolis).
Foi Coordenador da Pastoral Litúrgica nos anos 2003-2004, coordenador do Setor Juventude desde 2005; membro do Conselho Presbiteral desde 2004; do Colégio de Consultores de 2006 a 2011; do Conselho de Governo da Diocese, da comissão diocesana do Plano Pastoral de Conjunto e da Missão Popular desde 2005; pregador de Retiros Espirituais no Foyer de Charité de Mendes desde 1991 até 2011; Assistente Eclesiástico do Serra Clube de Petrópolis, da Comunidade Jesus Menino e da Associação “Nova Evangelização” e Conselheiro de Equipe de Nossa Senhora. Capelão de Sua Santidade em 10 de abril de 2008. Na Universidade Católica de Petrópolis foi professor de Ética e Teologia a partir do ano 2000; Diretor do Instituto de Teologia, Filosofia e Ciências Humanas (2004 e 2005), Presidente da Associação Mantenedora Faculdades Católicas Petropolitanas desde 2008 e membro da Comissão Própria de Avaliação.
A partir de agosto de 2004 assumiu a reitoria do Seminário onde permaneceu até sua eleição a bispo.
Aos 27 de julho de 2011 foi nomeado pelo Papa Bento XVI como bispo-auxiliar da Arquidiocese de São Salvador da Bahia.
Sendo ordenado no dia 24 de setembro de 2011, tendo como bispo ordenante Dom Filippo Santoro e os bispos co-ordenantes foram:Dom Murilo Sebastião Ramos Krieger, Primaz do Brasil e Arcebispo de São Salvador e Dom frei Alano Maria Pena, Arcebispo de Niterói. 
Em  27 de junho de 2018 o Papa Francisco  o nomeou como Bispo Coadjuntor da Diocese Nova Iguaçu na Baixada Fluminense  no Estado do Rio de Janeiro
Em 15 de maio de 2019 o Papa Francisco o nomeou como bispo diocesano da Diocese Nova Iguaçu no estado do Rio de Janeiro.

## O Brasão - Descrição Heráldica

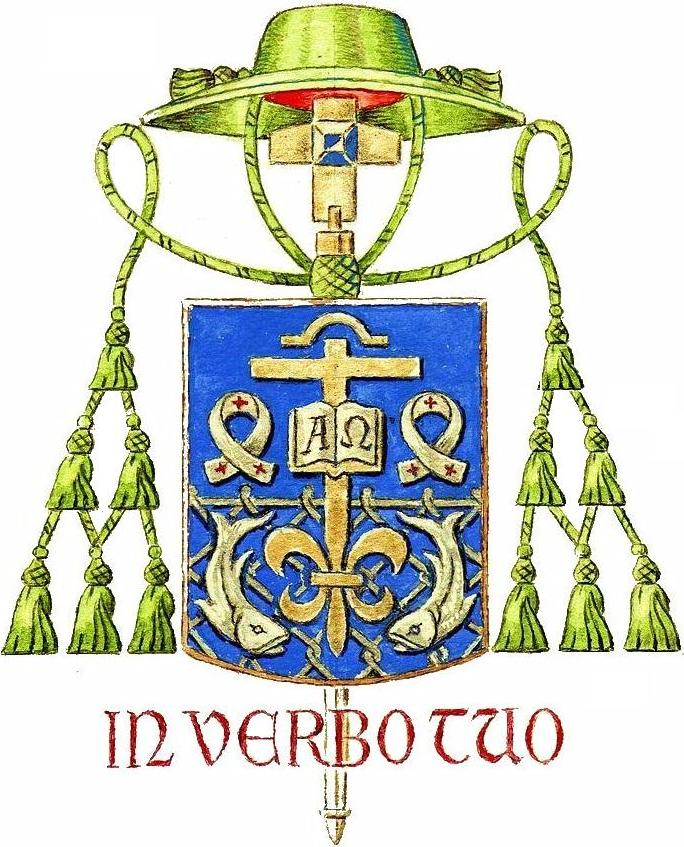
Brasão Episcopal de Dom Gilson

Escudo: De azul, uma rede de prata, rompida e estendida até o meio, horizontal, do escudo, contendo dois peixes do mesmo metal, colocados nos lados da rede, com as cabeças voltadas para o centro do contra-chefe, e os rabos postos pra cima.
	Brocante e sobreposta à rede, uma flor-de-lis de ouro, cuja pétala central, posta em pala, sobe para o chefe, sendo a haste de uma Cruz dourada. Na parte superior do escudo, sobre a haste da Cruz, um livro de ouro com páginas de prata, tendo inscrito na primeira página um “alfa” e na segunda um “ômega”, ambos de preto. Flanqueando o livro, duas estolas de prata, dobradas e ornadas cada uma, com três cruzetas vermelhas. Cobrindo a Cruz, uma alegoria gráfica e pombalina, do Espírito Santo, dourada.
	Insígnias: Chapéu prelatício verde, forrado de vermelho, do qual descem, unidas por condões verdes, três fileiras de borlas deste esmalte, perfazendo seis borlas de cada lado do escudo. Cruz processional de ouro, posta em pala e ornada por uma safira.
	Lema: “In Verbo Tuo”, Lc 5,5. - (Por causa da tua palavra).

### Comentário Simbólico
O azul do escudo é mariano e indica a devoção à Virgem Maria, Mãe de Deus e da Igreja, Rainha dos Universos, Guia da Nova Evangelização e Advogada nossa. Destaca-se no escudo, representando Maria Santíssima, uma flor-de-lis dourada, falante da sua pureza, cuja pétala central toma a forma da Cruz do Cristo, Seu Filho unigênito, morto no Calvário, pela Salvação da humanidade. Cobre a Cruz uma alegoria gráfica e pombalina, do Espírito Santo, inspirador do Mistério do Nascimento de Jesus. Sobre a haste da Cruz, um livro aberto, com um “alfa” na primeira página, e na outra, um “ômega”, ladeado por duas estolas que são símbolos sacerdotais. Essas três figuras traduzem o Magistério, missão importante do Bispo, conforme a recomendação docente de Jesus aos seus Apóstolos. A rede e os peixes recordam a pesca milagrosa que se consumou quando, depois do insucesso na pescaria, Cristo mandou os pescadores voltarem ao mar, e cumprindo Sua determinação, foram e voltaram com o barco cheio de peixes por causa da palavra de Cristo ([[:s:Tradução Brasileira da Bíblia/Lucas/Erro: tempo inválido#5,5:|Lucas 5,5:]]: in verbo tuo). Logo depois Jesus recomendou aos Apóstolos que fossem pescadores de homens, difundindo assim a sua salvação. Assim, este Prelado tomou a resposta de São Pedro, como seu lema episcopal e, a sacra tarefa de formar novos Ministros, como já fazia antes, para a maior Glória de Deus e da Sua Igreja Imortal.